# Nadine Laurent (sciatrice 1959)
Nadine Laurent (Lione, 1959) è una sciatrice alpina francese paralimpica, vincitrice di una medaglia d'argento e una di bronzo ai Giochi paralimpici invernali del 1992 ad Albertville.

## Biografia

### Paralimpiadi 1992
Laurent ha gareggiato alle Paralimpiadi invernali del 1992 a Tignes/Albertville, in Francia, dove ha vinto due medaglie: una medaglia di argento nello slalom speciale (con un tempo di 1:25.90 (oro per l'atleta austriaca Helga Knapp con 1:24.49 e bronzo per Cathy Gentile-Patti con 2:23.51) e una di bronzo nello slalom gigante in 2:31.80 (piazzandosi dietro alle atlete statunitensi Sarah Billmeier in 2:22.85 e Cathy Gentile-Patti in 2:23.51).
Nella stessa competizione, Laurent si è posizionata sesta nella discesa libera e quinta nel supergigante, entrambe le gare nella categoria LW2.

### Paralimpiadi 1994
Due anni più tardi, a Lillehammer 1994, in Norvegia, Laurent non ha centrato il podio, arrivando al 4º posto nello slalom gigante LW2, al 6° in discesa libera LW2 e al 7º posto nel super-G LW2.

## Palmarès

### Paralimpiadi
- 2 medaglie:
  - 1 argento (slalom speciale LW2 a Tignes 1992)
  - 1 bronzo (slalom gigante LW2 a Tignes 1992)